# 山田敬三
山田 敬三（やまだ けいぞう、1937年4月30日 - ）は、日本の中国文学研究者、神戸大学名誉教授。

## 来歴・人物
大阪外国語大学、京都大学大学院修了。九州大学教養部助教授、神戸大学文学部教授、福岡大学文学部教授を経て、神戸大学名誉教授。日本現代中国学会理事を長く務め、現在は同顧問。専門は魯迅だが、華人文学、台湾文学など幅広い分野で業績がある。

## 著書
単著
- 魯迅の世界　大修館書店,1977.5.
- 魯迅　自覚なき実存　大修館書店　2008
- 魯迅 無意識的存在主義　秦剛訳　北京大学出版社　2012

以下共編著
- 十五年戦争と文学－日中近代文学の比較研究　東方書店　1991.2.
- 孫文と華僑　汲古書店　1999.10
- 境外の文化－環太平洋圏の華人文学　汲古書店　2004.12
- 南腔北調論文集　中国文化の伝統と現在　東方書店　2007.7

以下共著
- 文学(日中文化交流史叢書第六巻)　大修館書店　1995.12.
- 異邦人の見た近代日本　和泉書院　1999.10